# Hannah Kasulka
Hannah Kasulka (11 de maio de 1988) é uma atriz norte-americana conhecida por seu papel como Casey Rance na série de televisão da Fox de 2016, The Exorcist, e como Meegan Bishop em Filthy Preppy Teen$.

## Biografia
Kasulka nasceu e foi criada na cidade de Macon, Geórgia, como filha única de sua mãe, cabeleireira, e de sua avó, pastora. Ela frequentou o Georgia Institute of Technology em Atlanta e obteve o diploma de bacharelado em Administração em 2009. Durante seus anos como estudante na universidade, Kasulka teve aulas de atuação, após a formatura ela se mudou para Los Angeles , Califórnia , para seguir carreira de atuação. carreira. Ela começou a trabalhar em uma cafeteria, conhecendo pessoas que a convenceram a ingressar no The Upright Citizens Brigade Theatre, matriculando-se em aulas de atuação e estudo de cena, o que acabou sendo uma boa plataforma para lançar sua carreira de atriz.

### Carreira
Começou com pequenas aparições em séries como na série da HBO True Blood em dois episódios como Charlaine Bellefleur, a personagem Tatiana em Nashville, e na série team Filthy Preppy Teen$ como Megan Bishop, num papel regular. Kasulka nunca tinha visto o filme O Exorcista de 1973 antes de conseguir um papel principal na série de televisão da Fox de 2016, The Exorcist, como Casey Rance, filha da personagem de Geena Davis, a série foi bem recebida pela critica e publico e a atuação de Kasulka foi elogiada pela critica. as Casey Rance, an 18 year-old girl who has been possessed by an evil force.
Kasulka também desempenhou o papel principal no filme de terror Witches In The Woods, exibido pela primeira vez no Arrow Video Frightfest de 2019. Em 2021, Kasulka estrela o filme Brincando de Deus, onde interpreta Rachel.

## Cinema

### Filmes
| Ano  | Titulo                                        | Papel                |
| ---- | --------------------------------------------- | -------------------- |
| 2010 | Fried Tofu                                    | Hannah               |
| 2011 | Game Time: Tackling the Past                  | Allie Jacobs         |
| 2012 | Every Found Footage Horror Movie Trailer      |                      |
| 2012 | What to Expect When You're Expecting          | Bela Jovem           |
| 2013 | Filthy                                        | Reagan Berg          |
| 2013 | Prank                                         | Eve Goodwin          |
| 2013 | Shadow Walkers                                | Outra Oponente       |
| 2013 | Drunk Buddies                                 |                      |
| 2014 | The Green Room                                |                      |
| 2016 | Clara                                         | Clara                |
| 2016 | The Cheerleader Murders                       | Morgan Wheeler       |
| 2016 | Donald Trump's The Art of the Deal: The Movie | Club BG / General BG |
| 2019 | Bird of Shame (Short)                         | Jovem menina         |
| 2019 | Witches in the Woods                          | Jill                 |
| 2021 | Playing God                                   | Rachel               |

## Televisão

### Séries
| Ano       | Titulo                         | Papel                   | Notas        |
| --------- | ------------------------------ | ----------------------- | ------------ |
| 2009      | One Tree Hill                  | Jovem atriz             | 1 episódio   |
| 2012      | Up All Night                   | Amy                     | 1 episódio   |
| 2012      | Nashville                      | Tatiana                 | 1 episódio   |
| 2013      | True Blood                     | Charlaine Bellefleur    | 2 episódios  |
| 2013      | True Blood: Jessica's Blog     | Charlaine Bellefleur    | 1 episódio   |
| 2013      | Guys with Kids                 | Tanya                   | 1 episódio   |
| 2014      | CSI: Crime Scene Investigation | Debbie Logan            | episódio     |
| 2015      | Perception                     | Lily Williams           | 1 episódio   |
| 2015      | Filthy Preppy Teen$            | Meegan Bishop           | 8 episódios  |
| 2015      | How to Get Away with Murder    | Megan Harris            | 1 episódio   |
| 2014-2015 | Comedy Bang! Bang!             |                         | 2 episódios  |
| 2014-2015 | The Fosters                    | Kaitlyn Reihl / Kaitlyn | 7 episódios  |
| 2016-2017 | The Exorcist                   | Casey Rance             | 11 episódios |
| 2017      | Drive Share (TV series)        | Hannah                  | 1 episódio   |
| 2018      | Love                           | Brooklyn                | 4 episódios  |
| 2019      | Modern Family                  | Brandi                  | 1 episódio   |
| 2020      | The Rookie                     | Officer Erin Cole       | 2 episódios  |